# Zstandard
Zstandard (oder zstd) ist ein verlustfreier Datenkompressionsalgorithmus, der von Yann Collet bei Facebook entwickelt wurde. Die Version 1 der Referenzimplementierung wurde am 31. August 2016 als Freie Software veröffentlicht.

## Merkmale und Technik
Zstandard wurde entwickelt, um eine zu Deflate vergleichbare Kompressionsrate bei einer höheren Geschwindigkeit, insbesondere bei der Dekompression, zu erreichen. Das zstd-Paket erlaubt die Komprimierung und Dekomprimierung in mehreren Threads.
Zstandard kombiniert einen Wörterbuchabgleich mit großem Suchfenster (LZ77) und eine schnelle Entropiekodierung, die sowohl eine Huffman-Kodierung als auch Tabled Asymmetric Numeral Systems umfasst.

## Einsatz
Zstandard wird von verschiedener Software zur Kompression von Daten verwendet.
Im Linux-Kernel ist Zstandard seit Version 4.14 (November 2017) als Kompressionsmethode für die Dateisysteme Btrfs und SquashFS enthalten.
Das OpenZFS-Dateisystem unterstützt Zstandard ab Version 2.0.
Einige Linux-Distributionen verdichten Programmpakete mit Zstandard. Seit Version 31 (Oktober 2019) ist dies bei Fedora der Fall.
Der Arch-Linux-Paketmanager Pacman versteht seit Version 5.2 (Oktober 2019) zstd-komprimierte Pakete. Anfang 2020 erfolgte die Umstellung der offiziellen Repositorys. Dabei erfolgt die Dekompression etwa 13 mal schneller als bei xz, während die Paketgröße um etwa 0,8 Prozent steigt. Im Januar 2020 wählte Open Mandriva Zstandard für seine RPM-Pakete.
Im April 2018 erhielten für Debian (und danach Ubuntu) die Zstandard-Unterstützung.
Zstandard wurde 2018 als RFC 8478 veröffentlicht mit dem zugehörigen Medientyp "application/zstd", der Dateinamenserweiterung "zst" und der HTTP-Inhaltscodierung "zstd".
In Version 6.3.8 des Zip-Dateiformats wurde der Zstandard im Jahre 2020 mit Codec-Nummer 93 implementiert.
Im März 2024 erhielt Google Chrome mit Version 123 (sowie Chromium-basierte Browser wie Brave, Opera und Microsoft Edge) die zstd-Unterstützung im HTTP-Header. Im Mai 2024 folgte Firefox ab Version 126.